# Condado de Creek
O Condado de Creek é um dos 77 condados do estado norte-americano do Oklahoma. A sede do condado é Sapulpa, que também é a maior cidade.
A área do condado é de 2512 km² (dos quais 37 km² são cobertos por água), uma população de 67 367 habitantes e uma densidade populacional de 27 hab/km².

## Condados adjacentes
- Condado de Pawnee (norte)
- Condado de Tulsa (leste)
- Condado de Okmulgee (sudeste)
- Condado de Okfuskee (sul)
- Condado de Lincoln (oeste)
- Condado de Payne (noroeste)

## Cidades e vilas
- Bristow
- Depew
- Drumright
- Kellyville
- Kiefer
- Mannford
- Mounds
- Oakhurts
- Oilton
- Sapulpa
- Shamrock
- Slick